# ジャン・フランソワ・カルトー
ジャン・バティスト・フランソワ・カルトー（仏: Jean Baptiste François Carteaux, 1751年1月31日 - 1813年4月12日）は、一介の画家からフランス革命を機に将軍になった人物である。南仏の反乱に際してマルセイユの鎮圧に活躍し、1793年のトゥーロン攻囲戦において、若き日のナポレオーネ・ブオナパルテ大尉の上官であったことで知られる。

## 略歴
カルトーは1751年に生まれた。父は七年戦争で負傷して廃兵院で亡くなった竜騎兵連隊の曹長であった。彼も軍籍に入り竜騎兵を経験した後、歩兵に転属。しかし画家を志して1779年に除隊した。諸国を留学して絵画を勉強し、画家としてもそれなりに成功して、馬上のルイ16世の肖像を描いた『フランス国王、ルイ16世（1791年）』を含むいくつかの肖像画を残している。
1789年、フランス革命が勃発するとカルトーはこれを熱烈に支持し、パリで国民衛兵隊に入隊してラファイエットの副官となった。しかし次第に共和主義に傾倒してラファイエットとは袂を分かち、1792年、8月10日事件ではテュイルリー宮殿襲撃にも加わった。このことでモンターニュ派（ジャコバン派）の軍人として評価され、風貌に威厳があり、通る声の持ち主であったカルトーは旅団長に昇進した。アルプ方面軍の分遣隊1,700名の指揮を任されることになってパリを離れた。カルトーは着任後、リヨンに向かう予定を変更して、すぐにプロヴァンス地方で起こっていた王党派反乱（連邦主義の反乱）の鎮圧を命じられた。1793年7月16日、反乱軍の一部を撃破し、7月25日にアヴィニョンを占領。8月25日にはマルセイユを制圧することに成功した。カルトーは将軍に昇進した。
1793年9月、カルトーは要港トゥーロンを奪還せよという命令を受けた。革命の極左化に反対したトゥーロンの市民は公然と反乱を起こしただけでなく、ルイ17世の治世を公言し、イギリスとスペインの艦隊を港に引き入れていた。ラポワプ将軍指揮下のイタリア方面軍分遣隊の7,000名がトゥーロン東方に到着したが、カルトーが率いていた軍が民兵の寄せ集めでバラスら派遣議員の影響下にあったことから、カルトーとは別行動をとった。しかし9月4日、6名の派遣議員は会議して、経験に乏しいが政治的にはより好ましいカルトーの方に指揮権の優越を認めた。

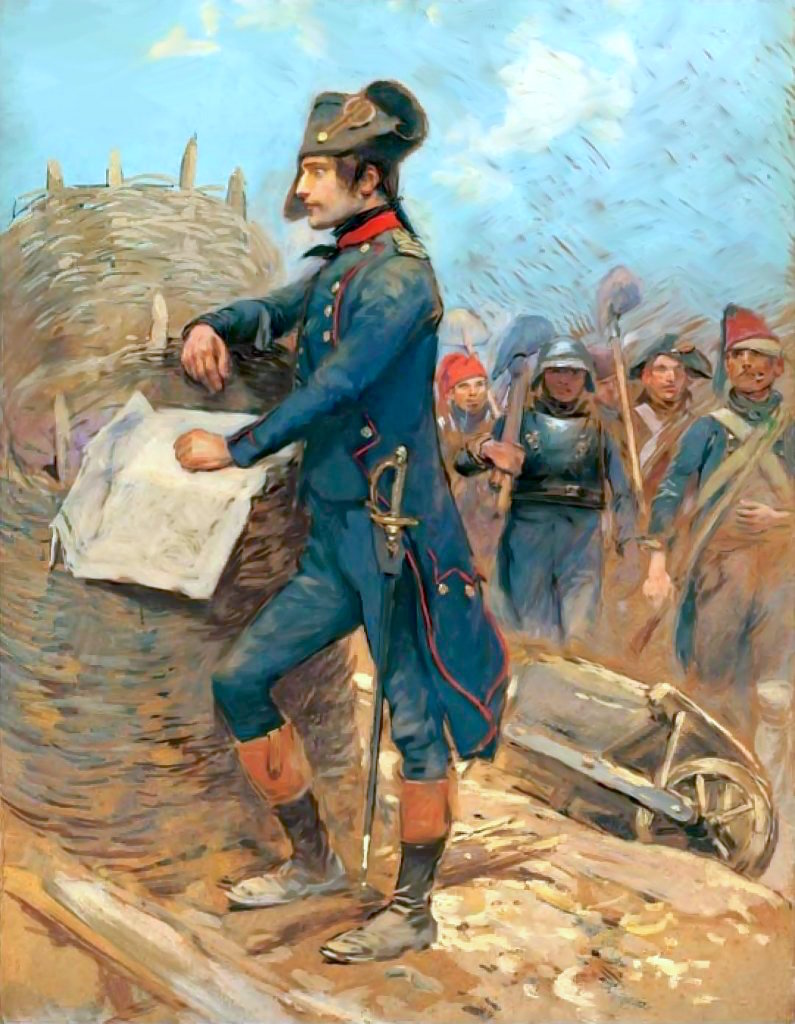
トゥーロン攻囲戦での土木作業を監督するボナパルト

9月18日、カルトーはトゥーロンの包囲を開始するが、前哨戦（8月30日）のオリウールの町への攻撃でカルトーの砲兵司令官であるエルジール・オーギュスト・ドンマルタン少佐が重傷を負い、軍は砲兵の専門家を欠いていた。カルトーは湾内のイギリス・スペイン・ナポリ艦隊に砲火を浴びせることができると思い込み、オリウールの近くの高地に砲台を建設させた。しかし砲台が完成してみると、港も停泊地もその射程の外にあったことが明らかになった。派遣議員オーギュスタン・ロベスピエールとサリチェッティは公安委員会に報告し、若い砲兵大尉ナポレオン・ボナパルトをカルトーの新しい砲兵司令官に任命した。ナポレオンは自案を提示したが、カルトーはこの若者の意見を無視した。

総攻撃が失敗し、カルトーの停滞とその砲兵の不適切な運用が判明すると、小ロベスピエールとサリセティの支持のもと、ナポレオンはレギエットとバラギエの要塞を奪う計画を再度提出した。ナポレオンは、湾を囲む半島にあるこれらの要塞群を奪取することにより、停泊している敵艦隊への間接射撃が可能となるので、それによって結果的にトゥーロンから同盟軍を追い出すことができるということを正確に予測していた。しかしカルトーはこれに従うのを拒絶して、作戦を改悪し、ドラボルド将軍指揮下の部隊に直接的な攻撃を命じた。この攻撃は失敗しただけでなく、この半島の位置の重要性を同盟軍に気付かせる結果となり、敵はただちにその防備を固めてしまった。この惨憺たる失敗の後、カルトーはナポレオンに、新たに補強された要塞群を砲撃するための複数の砲台の建設を指示した。10月下旬、ナポレオンは国民公会に手紙を送り、その中で上官らの資質について不満を言い、彼らを「阿呆の群れ」と書いた。しばらくして公安委員会はついに動き、カルトーは1793年11月11日に解任され、しばらく投獄された。攻囲軍の指揮権は数日間在任したドッペの後、再度総攻撃に失敗し、デュゴミエ将軍が引き継いだ。デュゴミエはナポレオンを信任し、ここにおいてようやくナポレオンは作戦の実質的な支配権を確保した。
投獄されたにもかかわらずカルトーは恐怖政治を生き抜き、テルミドールのクーデターで釈放される。しばらく予備役であったが、1795年、ヴァンデミエールの13日クーデターでも政府側将軍の１人として活躍。ポンヌフで部隊を指揮したが、反乱軍に突破される失態を演じた。しかしヴァンデにおける王党派の反乱の鎮圧する部隊への配属を命じられ、退役するまでその地位にあった。
1801年、ナポレオンは第一統領に就任すると、特に若い頃に世話になり懇意であったカルトー夫人への配慮から、その夫であるカルトーを「フランス富くじ」の管理する公職に任命した。1804年にはエリザ・ボナパルトのトスカナ大公国の一部であったピオンビーノ公国の行政官に任命されたが、翌年に引退。帝政期には多額の年金を貰って不自由しなかったカルトーは、1813年に他界した。